# Epigomphus corniculatus
Epigomphus corniculatus är en trollsländeart som beskrevs av Belle 1989. Epigomphus corniculatus ingår i släktet Epigomphus och familjen flodtrollsländor. IUCN kategoriserar arten globalt som starkt hotad. Inga underarter finns listade i Catalogue of Life.